# ロス・ネグロス
ロス・ネグロス（Los Negros）は、メキシコの犯罪組織、麻薬カルテル。
かつてはシナロア・カルテルとベルトラン・レイバ・カルテルの一武装部門だったが、ロス・ネグロスという一つのカルテルとして独立した。その後は、ベルトラン・レイバ・カルテルと激しい縄張り争いを繰り広げていたが、2010年8月30日に指導者のエドガー・バルデス・ビジャレアルが逮捕されたことに伴い、解散した。

## 関連
- メキシコ麻薬戦争